# غيلبرتو سيلفا
غيلبرتو سيلفا هو لاعب كرة قدم برتغالي، ولد في 26 مارس 1987 في غيمارايش في البرتغال. شارك مع منتخب البرتغال تحت 16 سنة لكرة القدم ومنتخب البرتغال تحت 17 سنة لكرة القدم ومنتخب البرتغال تحت 18 سنة لكرة القدم ومنتخب البرتغال تحت 19 سنة لكرة القدم ومنتخب البرتغال تحت 21 سنة لكرة القدم. أما مع النوادي، فقد لعب مع نادي إيرميس أراديبو ونادي بوافيشتا.

## وصلات خارجية
- غيلبرتو سيلفا على موقع قاعدة بيانات كرة القدم.إي يو (الإنجليزية)
- غيلبرتو سيلفا على موقع Soccerway.com (الإنجليزية)